# Meloboris temporalis
Meloboris temporalis là một loài tò vò trong họ Ichneumonidae.